# Подсреда
Подсреда (словен. Podsreda) — поселення в общині Козє, Савинський регіон, Словенія. Висота над рівнем моря: 245,5 м. 